# Руснак Володимир Петрович
Володи́мир Петро́вич Руснак (нар. 4 березня 1946, село Різдвяни, тепер Тернопільського району Тернопільської області) — український радянський діяч, комбайнер колгоспу «Радянська Україна» Теребовлянського району Тернопільської області. Депутат Верховної Ради УРСР 9-го скликання. 

## Біографія
З 1962 року — помічник комбайнера колгоспу Теребовлянського району Тернопільської області.
Освіта середня. У 1965 році закінчив Буданівське професійно-технічне училище Теребовлянського району Тернопільської області.
З 1965 року — комбайнер, помічник бригадира тракторної бригади колгоспу, з 1974 року — комбайнер колгоспу «Радянська Україна» села Світанок (Різдвяни) Теребовлянського району Тернопільської області.
Потім — на пенсії в селі Різдвяни Теребовлянського (тепер Тернопільського) району Тернопільської області.

## Нагороди
- орден «Знак Пошани»
- ордени
- медалі